# Luis María Altamirano y Bulnes
Luis María Altamirano y Bulnes (* 27. August 1887 in San Andrés Chalchicomula, Puebla, Mexiko; † 7. Februar 1970) war ein mexikanischer Geistlicher und Erzbischof von Morelia.

## Leben
Luis María Altamirano y Bulnes empfing am 22. März 1913 das Sakrament der Priesterweihe.
Am 3. August 1923 ernannte ihn Papst Pius XI. zum Bischof von Huajuapan de León. Der Erzbischof von Michoacán, Leopoldo Ruiz y Flóres, spendete ihm am 19. März 1924 die Bischofsweihe; Mitkonsekratoren waren der Bischof von Zamora, Manuel Fulcheri y Pietrasanta, und der Weihbischof in Mexiko-Stadt, Maximino Ruiz y Flores. Am 13. März 1933 ernannte ihn Pius XI. zum Bischof von Tulancingo. Die Amtseinführung fand am 4. Juni desselben Jahres statt.
Am 1. Mai 1937 ernannte ihn Pius XI. zum Titularerzbischof von Bizya und bestellte ihn zum Koadjutorerzbischof von Morelia. Altamirano y Bulnes wurde am 12. Dezember 1941 in Nachfolge des verstorbenen Leopoldo Ruiz y Flóres Erzbischof von Morelia.
Luis María Altamirano y Bulnes nahm an allen vier Sitzungsperioden des Zweiten Vatikanischen Konzils teil.